# Exechiopsis wanawarica
Exechiopsis wanawarica är en tvåvingeart som beskrevs av Ostroverkhova 1979. Exechiopsis wanawarica ingår i släktet Exechiopsis och familjen svampmyggor. Inga underarter finns listade i Catalogue of Life.